# منهایی
منهایی (زادهٔ ۱۸۷۹ – درگذشتهٔ ۱۹۴۴) شاعر و اصلاح طلب بودایی قرن بیستمی اهل کره جنوبی است. نام اصلی او یوچئون است اما بیشتر به هان یونگون، نامی که مرشد بودایی اش به او داد شناخته می‌شده.

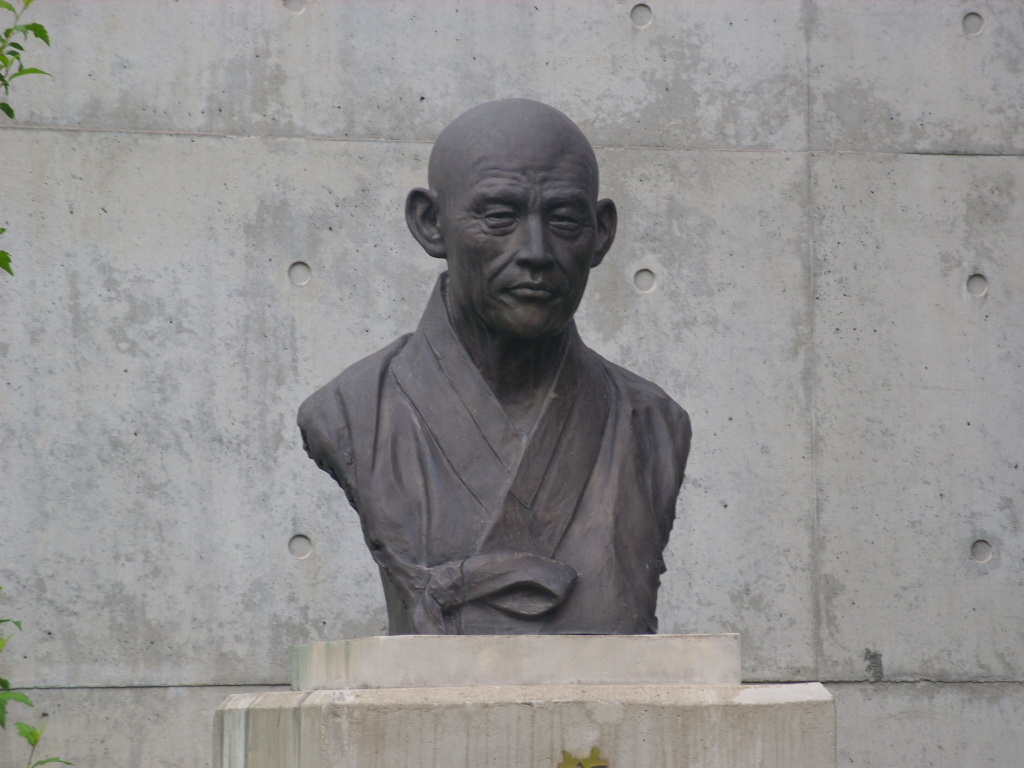

 اشعار او عمدتاً در مورد وطن پرستی و عشق از نوع جنسی است.